# Illadopsis cleaveri
Az Illadopsis cleaveri a madarak osztályának verébalakúak (Passeriformes) rendjébe és a Pellorneidae családjába tartozó faj.

## Rendszerezése
A fajt George Ernest Shelley angol ornitológus írta le 1874-ben, a Drymocataphus nembe Drymocataphus cleaveri néven.

## Alfajai
- Illadopsis cleaveri batesi (Sharpe, 1901)
- Illadopsis cleaveri cleaveri (Shelley, 1874)
- Illadopsis cleaveri johnsoni (Büttikofer, 1889)
- Illadopsis cleaveri marchanti Serle, 1956
- Illadopsis cleaveri poensis Bannerman, 1934[2]

## Előfordulása
Nyugat- és Közép-Afrikában, Kamerun, a Közép-afrikai Köztársaság, a Kongói Demokratikus Köztársaság, Elefántcsontpart, Egyenlítői-Guinea, Gabon, Ghána, Guinea, Libéria, Nigéria és Sierra Leone területén honos. A természetes élőhelye a szubtrópusi vagy trópusi síkvidéki esőerdők és mocsári erdők. Állandó, nem vonuló faj.

## Megjelenése
Testhossza 15-16 centiméter, testtömege 22-36 gramm.

## Életmódja
Gerinctelenekkel táplálkozik.